# Entelodontidae
Los entelodóntidos, entelodontos o entelodontes (Entelodontidae) son una familia extinta de mamíferos artiodáctilos, similares por evolución convergente, a los actuales jabalíes y cerdos. Se distribuían en Asia y Norteamérica hace entre 45 y 25 millones de años. 
Las especies mayores, como el Daeodon shoshonensis, podían llegar a medir hasta 1,8 metros de altura y pesar unos 500 kg. Tenían un cerebro del tamaño de una naranja y se alimentaban de carroña y plantas.

## Características

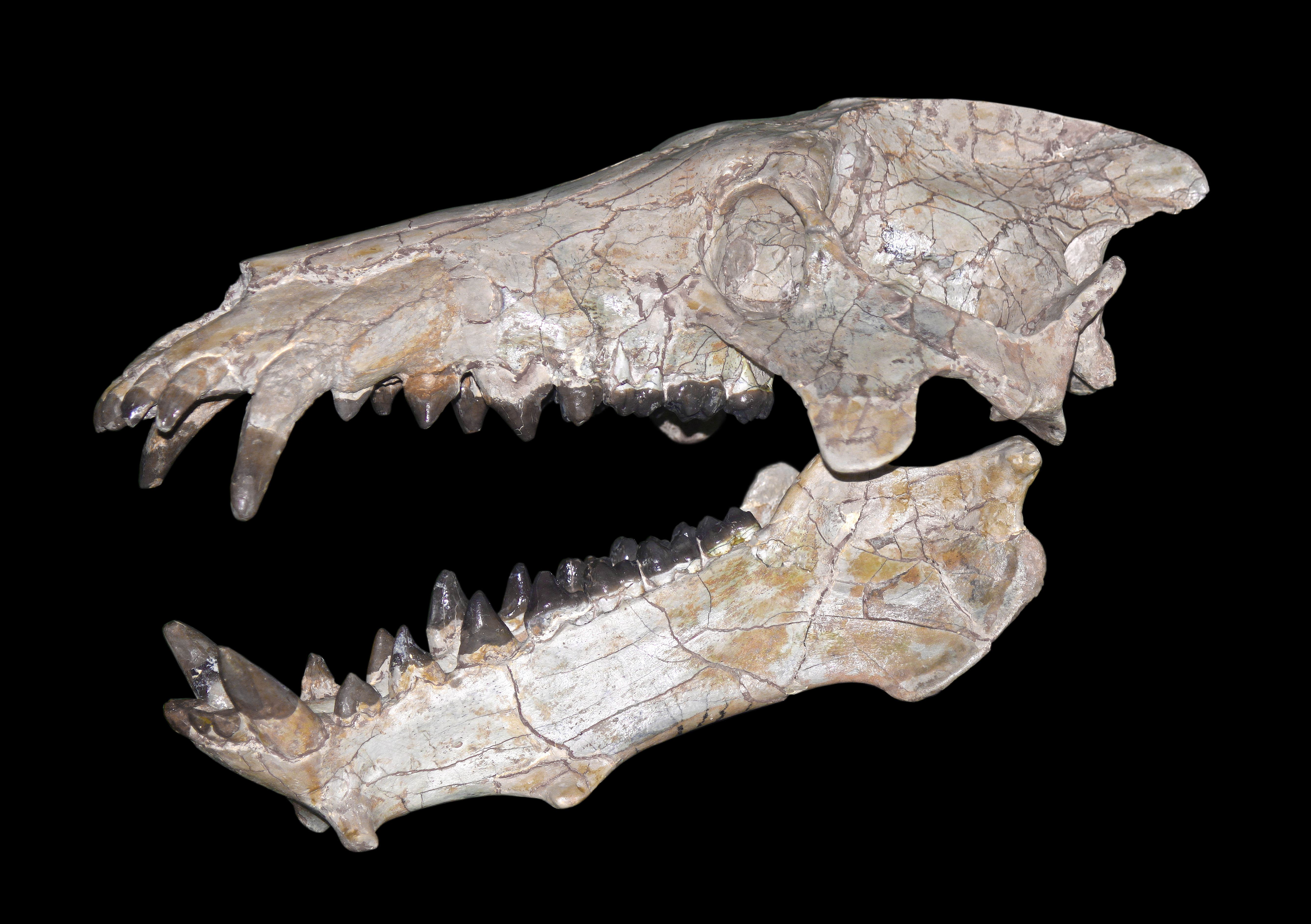
Cráneo de Archaeotherium mortoni

Los entelodontos por evolución convergente eran bastante similares a los Jabalíes y cerdos, pero con patas largas y delgadas. Tenían un conjunto completo de dientes, incluidos caninos grandes, incisivos pesados y molares relativamente simples pero potentes. Estas características sugieren una dieta omnívora, similar a la de los cerdos modernos. Al igual que muchos otros artiodáctilos, tenían pezuñas, con dos dedos tocando el suelo, y otros dos vestigiales de sus ancestros.
Las características más visibles de los animales, sin embargo, habrían sido las protuberancias óseas a ambos lados de la cabeza, similares a las verrugas del jabalí verrugoso actual. Algunas de estas pudieron ser puntos de fijación para los grandes músculos de mandíbula, pero su mayor tamaño en los machos sugiere que pudieron también haber desempeñado un papel en la competencia por las hembras.

## Taxonomía

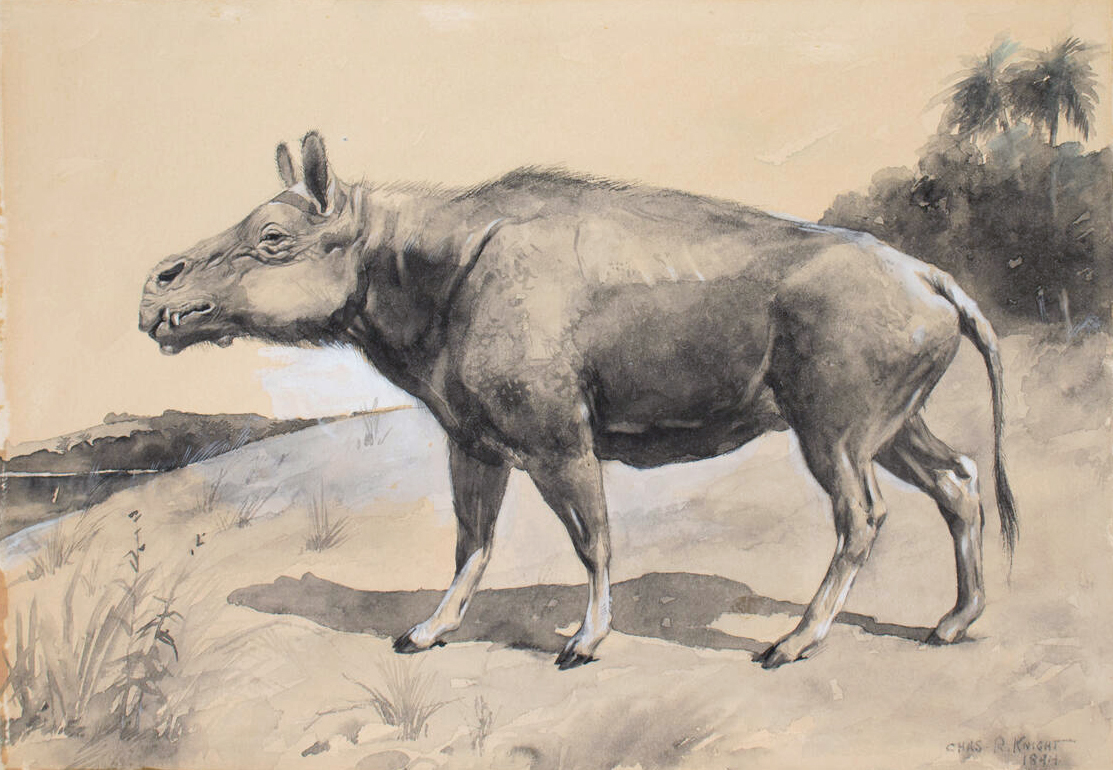
Un entelodonte de Charles R. Knight

La familia Entelodontidae fue nombrada por Richard Lydekker y fue asignada a Nonruminantia por Gregory (1910). Más tarde fue asignada a Artiodactyla por Lucas et al. (1998); y a Entelodontoidea por Carroll (1988) y Boisserie et al. (2005). Aunque los entelodontos han sido tradicionalmente clasificados como miembros del grupo Suina, Spaulding et al. encontraron que estos eran más cercanos a las ballenas y a los hipopótamos que a los cerdos.

## Estilo de vida
Los entelodontos pudieron estar en la cúspide de los depredadores de América del Norte en el Oligoceno y el Mioceno Inferior. Pudieron haber cazado animales grandes, como Eporeodon y Poebrotherium, con un golpe de sus mandíbulas. Algunos restos fósiles de estos animales se han encontrado con marcas de la mordedura de entelodontos en ellos. Al igual que los cerdos de hoy en día, eran omnívoros, comían carne y plantas, pero mostraban una tendencia hacia las presas vivas y la carroña. Es muy probable que fueran oportunistas, sobre todo de comer animales vivos, pero no despreciaban la oportunidad de comer carroña, raíces y tubérculos en tiempos de sequía.

## Diversidad
Entelodon del Oligoceno Inferior de Eurasia; Eoentelodon del Eoceno Superior de China y el gigantesco Paraentelodon de mediados a fines del Oligoceno de Asia central.